# Amniocenteza
Amniocenteza (punkcija plodne vode) je prenatalna invazivna diagnostična metoda, s katero se navadno med 16. in 18. tednom nosečnosti testirajo morebitne bolezni ploda. Metoda poteka tako, da se skozi trebušno steno pridobi vzorec plodovnice (amnijske tekočine). Vzorec plodovnice (plodove vode) se molekularno genetsko pregleda in določi tudi število kromosomov. Povprečen človek ima 46 kromosomov, sestavljenih iz 23 parov - diploidnih celic. Ta metoda se običajno uporablja pri nosečnicah, ki imajo zvečano tveganje za rojstvo otroka z Downovim sindromom. Rezultat preiskave, ki pove število 46, pomeni, da novorojenec nima okvarjenega kromosoma. Pri preiskavi se običajno poda še rezultat XX, ki določa ženski spol, ali XY, ki določa moški spol otroka.